# روبية خليجية
الروبية الخليجية المعروفة أيضا باسم روبية الخليج العربي كانت العملة المستخدمة في دول الخليج العربي وشبه الجزيرة العربية بين عامي 1959 و1966. صدرت من قبل حكومة الهند والبنك الاحتياطي الهندي وكانت تعادل الروبية الهندية.

## التاريخ
من بداية إلى منتصف القرن 20 كانت تستخدم الروبية الهندية كعملة على نطاق واسع في دول الخليج العربي وشبه الجزيرة العربية. للحد من التوتر على الاحتياطيات الأجنبية للهند من تهريب الذهب الناجمة عن هذا الاستخدام الخارجي للروبية تم إنشاء عملة منفصلة. قدمت الروبية الخليجية من قبل الحكومة الهندية في عام 1959 كبديل للروبية الهندية للتداول حصريا خارج البلاد. وفي ذلك الوقت كانت الروبية الهندية مربوطة بالجنيه البريطاني بمعدل 13⅓ روبية خليجية = 1 جنيه إسترليني.
دولتي الكويت والبحرين استبدلتا الروبية الخليجية بعملاتها المحلية (الدينار الكويتي والدينار البحريني) بعد حصولهما على الاستقلال عن بريطانيا في عام 1961 و1965 على التوالي.
في 6 يونيو 1966 انخفضت قيمة الروبية الهندية. لتجنب انخفاض قيمة العملة استغنت العديد من الدول عن الروبية وقامت باستخدام عملاتها الخاصة. اعتمدت قطر وأكثر الإمارات المتصالحة الريال القطري في حين اعتمدت أبوظبي الدينار البحريني. فقط عمان استمرت في استخدام الروبية الخليجية حتى عام 1970 عندما استبدلتها بالريال الخاص به.
حتى اليوم في البحرين الـ 100 فلس (عشر الدينار البحريني) يشار إليها في اللغة العربية بوصفها الروبية في اللهجة المحلية؛ وكذلك الحال بالنسبة لتسمية الدرهم الإماراتي في اللهجة المحلية بين مواطني مدن ومناطق إمارة أبوظبي التي كانت تستخدم الروبية في فترة السيادة البريطانية عليها، إلا أن استخدام تسمية الروبية بدأ ينخفض شيئاً فشيئاً بين مواطني الإمارة في الوقت الحالي.

## الأوراق النقدية
صدرت أوراق نقدية من فئة 1 روبية من قبل الحكومة الهندية و5 و10 و100 روبية من قبل البنك الاحتياطي الهندي. كانت الأوراق النقدية في تصميمها مشابهة جدا للأوراق النقدية الهندية ولكن بألوان مختلفة. في حين تم طباعة الأوراق النقدية من فئة 1 الروبية و10 الروبية باللون الأحمر وطبعت الأوراق النقدية من فئة 5 الروبية باللون البرتقالي وطبعت الأوراق النقدية من فئة 100 الروبية باللون الأصفر